# Juan Manuel Asensi
Juan Manuel Asensi Ripoll (Alicante, 23 september 1949) is een voormalig Spaans profvoetballer. Hij speelde als aanvaller bij FC Barcelona in de jaren zeventig van de twintigste eeuw.

## Clubvoetbal
Asensi begon zijn profloopbaan in 1966 bij Elche CF. Van 1970 tot 1981 speelde hij bij FC Barcelona. Met deze club won Asensi de landstitel in 1974, de Copa de España in 1971 en 1978, en de Europa Cup II in 1979. Een van zijn meest memorabele wedstrijden was op 17 februari 1974. FC Barcelona won met 5-0 uit bij Real Madrid onder leiding van een uitblinkende Johan Cruijff. Asensi scoorde in de wedstrijd tweemaal. Hij was ook doeltreffend in de Europa Cup II-finale van 1979 tegen Fortuna Düsseldorf. Asensi sloot zijn loopbaan als profvoetballer af in Mexico bij Puebla FC (1981) en Hualtepec (1981-1984).

## Nationaal elftal
Asensi speelde 41 wedstrijden in het Spaans nationaal elftal, waarin hij zeven doelpunten maakte. Zijn debuut was op 23 februari 1969 tegen België. Op 15 juni 1980 speelde de aanvaller tegen wederom België zijn laatste interland. Asensi behoorde tot de Spaanse selecties voor het WK 1978 in Argentinië en het EK 1980 in Italië.
1 Arconada ·
2 De la Cruz ·
3 Uría ·
4 Asensi ·
5 Migueli ·
6 Biosca ·
7 Dani ·
8 Juanito · 
9 Quini ·
10 Santillana ·
11 Cardeñosa ·
12 Guzmán ·
13 Miguel Ángel ·
14 Leal ·
15 Marañón ·
16 Olmo ·
17 Marcelino ·
18 Pirri  ·
19 Rexach ·
20 Cano ·
21 San José ·
22 Urruti ·
Coach: Kubala
1 Arconada ·
2 Alexanco ·
3 Migueli ·
4 José Diego ·
5 Uría ·
6 Asensi  ·
7 Dani ·
8 Cardeñosa · 
9 Carrasco ·
10 Quini ·
11 Del Bosque ·
12 Juanito ·
13 Urruti ·
14 Gordillo ·
15 Olmo ·
16 Santillana ·
17 Satrústegui ·
18 Saura ·
19 Cundi ·
20 Tendillo ·
21 Zamora ·
22 Artola ·
Coach: Kubala